# Leimkraut-Nelkeneule

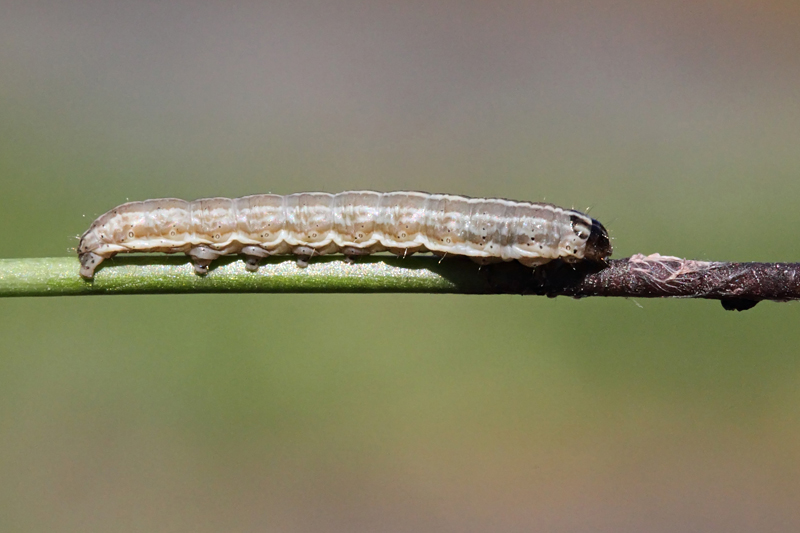
Raupe

Die Leimkraut-Nelkeneule (Hadena perplexa) oder Leimkraut-Kapseleule ist ein Schmetterling (Nachtfalter) aus der Familie der Eulenfalter (Noctuidae).

## Merkmale

### Falter
Die Flügelspannweite der Falter beträgt 24 bis 34 Millimeter. Die Grundfarbe der Vorderflügel variiert von graubraun bis zu schwarzbraun. Regional können jedoch auch sehr hell gefärbte Exemplare vorkommen. Geographische Einflüsse sind für die farbliche Ausgestaltung mitverantwortlich. Ring- und Nierenmakel sind weißlich umrandet und berühren sich nicht. Charakteristisch sind schwarze Pfeilflecke, die von der weißen Wellenlinie ausgehend nach innen zeigen. Das Mittelfeld ist leicht verdunkelt. Die Hinterflügel sind einfarbig graubraun.

### Raupe
Erwachsene Raupen sind graubraun gefärbt und zeigen eine weißliche Rückenlinie sowie hellbraune Seitenstreifen.

### Ähnliche Arten
- Die Lichtnelken-Eule (Hadena bicruris) unterscheidet sich durch einen schwärzlichen Fleck, der sich markant am Innenrand der Vorderflügel unterhalb der Ringmakel ausdehnt. Außerdem sind die schwarzen Pfeilflecke an der Wellenlinie undeutlich oder fehlend. Oftmals nähern sich auch Ring- und Nierenmakel im unteren Teil stark an. Schließlich sind die Falter in der Regel größer als diejenigen von perplexa.

## Synonyme
- Harmodia lepida
- Dianthoecia carpophaga
- Hadena lepida

## Geographische Verbreitung und Lebensraum
Das Verbreitungsgebiet erstreckt sich von Nordafrika durch ganz Europa bis nach Sibirien. Die Art fehlt lediglich im Norden Schottlands und Fennoskandinaviens. Außerdem kommt sie in Vorderasien vor. Bevorzugter Lebensraum sind warme Hänge, trockene Waldränder sowie verwilderte Streuobstwiesen, Gärten und Weinberge. In den Alpen steigt sie bis auf etwa 2000 Meter Höhe.

## Lebensweise
Die Falter sind überwiegend tagaktiv, saugen gerne an Blüten und besuchen nur gelegentlich künstliche Lichtquellen. Hauptflugzeit sind die Monate Mai bis August. Zuweilen bildet sich eine unvollständige zweite Generation im Spätsommer aus. Die Raupen ernähren sich vorwiegend von den Blüten und Samenkapseln von Nickendem Leimkraut (Silene nutans) sowie von Taubenkropf (Silene vulgaris), Seifenkraut (Saponaria) und anderen Nelkengewächsen. Die Art überwintert als Puppe.

## Gefährdung
Die Leimkraut-Nelkeneule kommt in Deutschland in unterschiedlicher Häufigkeit vor und ist auf der Roten Liste gefährdeter Arten als nicht gefährdet eingestuft, in Baden-Württemberg jedoch auf der Vorwarnliste.